# Résolution 1637 du Conseil de sécurité des Nations unies
Membres permanents
- Chine
- États-Unis
- France
- Royaume-Uni
- Russie

Membres non permanents
- Algérie
- Argentine
- Bénin
- Brésil
- Danemark
- Grèce
- Japon
- Philippines
- Roumanie
- Tanzanie

Résolution no 1636 Résolution no 1638
La résolution 1637 du Conseil de sécurité des Nations unies fut adoptée à l'unanimité le 8 novembre 2005. Après avoir réaffirmé des résolutions antérieures sur l'Irak, le Conseil a prorogé le mandat de la force multinationale jusqu'à la fin de 2006.
La résolution était parrainée par le Danemark, le Japon, la Roumanie, le Royaume-Uni et les États-Unis.

## Résolution

### Observations
Le Conseil de sécurité s'est félicité du début d'une nouvelle phase en Irak et attendait avec impatience le jour où les forces irakiennes seraient responsables de la sécurité, le mandat de la force multinationale dans le pays devait alors prendre fin. Il s'est félicité de l'engagement du Gouvernement de transition irakien à œuvrer en faveur d'une nation démocratique respectueuse des droits politiques et de l'homme, et de l'appui de la communauté internationale. En outre, le Conseil s'est également félicité des récentes élections et de l'approbation d'une nouvelle constitution pour le pays.
La résolution notait également que le gouvernement mis en place lors des élections de décembre 2005 était chargé de promouvoir le dialogue et la réconciliation en Irak, et de façonner son avenir. Le Conseil a appelé ceux qui recouraient à la violence à déposer les armes et à participer au processus politique, réaffirmant que le terrorisme ne perturberait pas la transition de l'Irak, conformément à la résolution 1618 (en) (de 2005). L’Irak a également demandé à maintenir la présence de la force multinationale, créée en vertu de la résolution 1546 (de 2004), afin d’assurer la sécurité et l’aide humanitaire.

### Contenu
Agissant en vertu du Chapitre VII de la Charte des Nations unies, le Conseil a prorogé le mandat de la force multinationale en Irak jusqu'au 31 décembre 2006, afin qu'il soit réexaminé le 21 juin 2006. Il pouvait être mis fin à sa présence à tout moment à la demande de l’Irak. Dans le même temps, les dispositions relatives au dépôt du produit des ventes à l'exportation de pétrole, de produits pétroliers et de gaz naturel dans le Fonds de développement pour l'Irak, et leur contrôle par le Conseil international consultatif et de contrôle, ont été prorogées jusqu'au 31 décembre 2006.